# Clara van Assisi

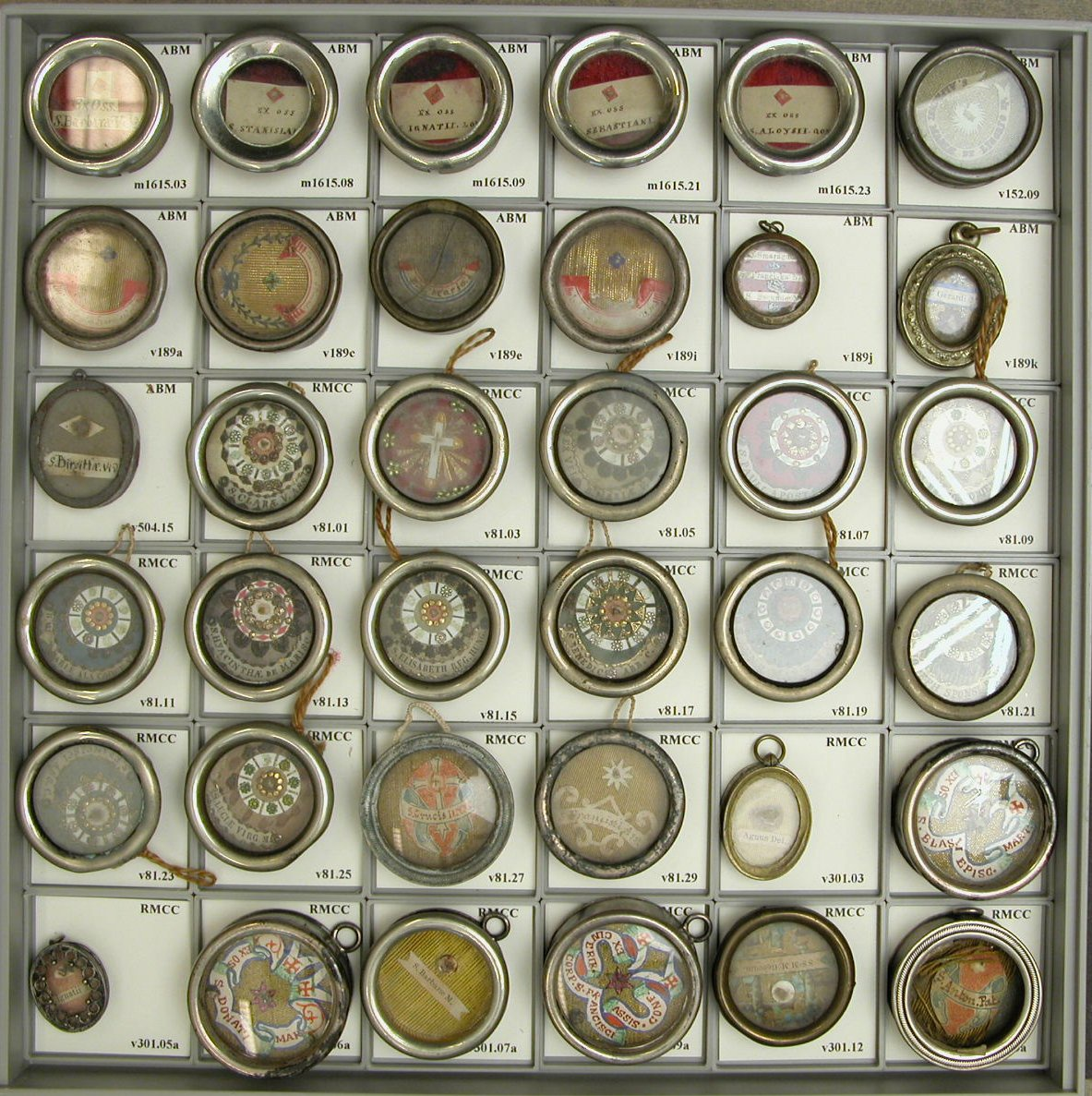
Reliekmedaillons met reliek van H. Clara, 1873, Catharijneconvent

Clara van Assisi (Assisi, Umbrië, 1193/1194 – San Damiano, Assisi, 11 augustus 1253), Santa Chiara in het Italiaans, gaf onder invloed van Franciscus van Assisi haar maatschappelijke positie op en stichtte de orde van de clarissen. Reeds in de middeleeuwen was haar naam in de Nederlandstalige gebieden als doopnaam zeer verbreid. Haar kerkelijke feestdag is 11 augustus.
Clara werd geboren als dochter van de edelman Favarone di Offreduccio di Bernadino. Onder invloed van Franciscus van Assisi en met zijn hulp verliet zij het ouderlijk huis en legde zich toe op de navolging van Christus in radicale armoede. Samen met Franciscus stichtte zij de Arme Vrouwen van San Damiano. Tot haar dood verbleef Clara op deze plek en leefde er volgens de kloosterregel die zij zelf als eerste vrouw in de geschiedenis schreef. Deze regel werd pas op haar sterfbed door paus Innocentius IV goedgekeurd.
Op 18 maart 1212 legde Clara in Portiuncula haar geloften af in de handen van Franciscus. Zestien dagen later werd zij gevolgd door haar zuster Agnes. Veel vrouwen in Europa voelden zich aangesproken door het leven van Clara en haar zusters, onder wie ook Agnes van Praag.
De laatste kleine dertig jaar van haar leven was ze ziek, maar kon ze in de Kerstnacht van 1252 vanuit haar ziekbed de nachtmis helder volgen die drie kilometer verderop plaatsvond. Dit wonder leidde ertoe dat Clara in 1958 tot patroonheilige van de televisie werd verklaard.
Twee jaar na haar dood werd zij door paus Alexander IV heilig verklaard. Op grond van haar visioenen werd zij in 1958 door paus Pius XII tot patrones van de televisie benoemd.